# Limor
Limor ist ein weiblicher Vorname.

## Herkunft und Bedeutung
Der Name stammt von dem hebräischen לימור (mōr) und bedeutet Myrrhe. Der Name ist ein weiblicher Vorname.

## Verbreitung
Hauptsächlich ist der Vorname in Israel verbreitet.

## Varianten
Eine weitere Schreibweise des Namens ist Leemor.

## Bekannte Namensträgerinnen
- Limor Goldstein (* 1967), israelische Schauspielerin.
- Limor Fried (* 1979), US-amerikanische Ingenieurin der Elektrotechnik und Hackerin
- Limor Livnat (* 1950), israelische Politikerin
- Limor Schreibman-Sharir (* 1954), israelische Ärztin und Schriftstellerin
- Limor Shapira (* 1964), israelische Sängerin und Anwältin
- Leemor Joshua-Tor (* 1961), israelische Molekularbiologin